# العلاقات الإيرانية الفانواتية
العلاقات الإيرانية الفانواتية هي العلاقات الثنائية التي تجمع بين إيران وفانواتو.

## مقارنة بين البلدين
هذه مقارنة عامة ومرجعية للدولتين:
| وجه المقارنة                                              | إيران                    | فانواتو                                  |
| --------------------------------------------------------- | ------------------------ | ---------------------------------------- |
| المساحة (كم2)                                             | 1.65 مليون               | 12.19 ألف                                |
| عدد السكان (نسمة)                                         | 79.97 مليون              | 276.24 ألف                               |
| الكثافة السكانية (ن./كم²)                                 | 48.47                    | 22.66                                    |
| العاصمة                                                   | طهران                    | بورت فيلا                                |
| اللغة الرسمية                                             | لغة فارسية               | اللغة البسلاما، لغة فرنسية، لغة إنجليزية |
| العملة                                                    | ريال إيراني              | فاتو فانواتي                             |
| الناتج المحلي الإجمالي (بليون دولار)                      | 439.51 مليار             | 862.88 مليون                             |
| الناتج المحلي الإجمالي (تعادل القوة الشرائية) بليون دولار | 1.36 تريليون             | 790.76 مليون                             |
| الناتج المحلي الإجمالي الاسمي للفرد دولار أمريكي          |                          | 2.81 ألف                                 |
| الناتج المحلي الإجمالي للفرد دولار أمريكي                 |                          | 3.03 ألف                                 |
| مؤشر التنمية البشرية                                      | 0.766                    | 0.594                                    |
| رمز المكالمات الدولي                                      | +98                      | +678                                     |
| رمز الإنترنت                                              | .ir،                     | .vu                                      |
| المنطقة الزمنية                                           | ت ع م+03:30، توقيت إيران | ت ع م+11:00                              |

## منظمات دولية مشتركة
يشترك البلدان في عضوية مجموعة من المنظمات الدولية، منها:
| علم المنظمة | اسم المنظمة                        | تاريخ انضمام إيران | تاريخ انضمام فانواتو |
| ----------- | ---------------------------------- | ------------------ | -------------------- |
|             | يونسكو                             | 6 سبتمبر 1948      | 10 فبراير 1994       |
|             | مؤسسة التمويل الدولية              | 28 ديسمبر 1956     | 28 سبتمبر 1981       |
|             | منظمة حظر الأسلحة الكيميائية       | ?                  | ?                    |
|             | مؤسسة التنمية الدولية              | 10 أكتوبر 1960     | 28 سبتمبر 1981       |
|             | وكالة ضمان الاستثمار متعدد الأطراف | 15 ديسمبر 2003     | 27 يوليو 1988        |
|             | الاتحاد البريدي العالمي            | ?                  | ?                    |
|             | الأمم المتحدة                      | 24 أكتوبر 1945     | 15 سبتمبر 1981       |
|             | البنك الدولي للإنشاء والتعمير      | 29 ديسمبر 1945     | 28 سبتمبر 1981       |
|             | المنظمة الهيدروغرافية الدولية      | ?                  | ?                    |

## وصلات خارجية
- موقع وزارة الخارجية الإيرانية